# Hrabstwo York (Maine)
Hrabstwo York (ang. York County) – hrabstwo w stanie Maine w Stanach Zjednoczonych. Zostało założone w 1636 roku.

## Geografia
Obszar całkowity hrabstwa obejmuje powierzchnię 1271,34 mil² (3292,76 km²). Według szacunków United States Census Bureau w roku 2009 miało 201 876 mieszkańców. Jego siedzibą administracyjną jest Alfred.

### Miasta
- Acton
- Alfred
- Arundel
- Biddeford
- Berwick
- Buxton
- Cornish
- Dayton
- Eliot
- Hollis
- Kennebunk
- Kennebunkport
- Kittery
- Lebanon
- Limerick
- Limington
- Lyman
- Newfield
- North Berwick
- Ogunquit
- Old Orchard Beach
- Parsonsfield
- Saco
- Sanford
- Shapleigh
- South Berwick
- Waterboro
- Wells
- York

### CDP
- Berwick
- Cape Neddick
- Kennebunk
- Kennebunkport
- Kittery
- Kittery Point
- Lake Arrowhead
- North Berwick
- South Eliot
- West Kennebunk
- York Harbor